# 伴随表示
在數學中，一個李群 G 的伴隨表示（adjoint representation）或伴隨作用（adjoint action）是 G 在它自身的李代數上的自然表示。這個表示是群 G 在自身上的共軛作用的線性化形式。

## 正式定义
設 G 是一個李群，{\displaystyle {\mathfrak {g}}} 是它的李代數（我們將其等價於 G 中恒同元素的切空間 TeG）。利用方程 {\displaystyle \Psi (g)=\Psi _{g}} 對 g 屬於 G，定義一個映射
{\displaystyle \Psi :G\to \mathrm {Aut} (G),\,}
這里 {\displaystyle \mathrm {Aut} (G)} 是 G 的自同構群而自同構 {\displaystyle \Psi _{g}} 定義為
{\displaystyle \Psi _{g}(h)=ghg^{-1}\,} 對所有 h 屬於 G。
從而 Ψg 在恒同處的微分是李代數 {\displaystyle {\mathfrak {g}}} 的一個自同構。我們記這個映射為 Adg：
{\displaystyle \mathrm {Ad} _{g}\colon {\mathfrak {g}}\to {\mathfrak {g}}.\,}
所謂 Adg 是一個李代數自同構是說 Adg 是 {\displaystyle {\mathfrak {g}}} 的一個保持李括號的線性變換。映射
{\displaystyle \mathrm {Ad} \colon G\to \mathrm {Aut} ({\mathfrak {g}})}
將 g 映為 Adg 稱為 G 的伴隨表示（adjoint representation）。這确实是 G 的一個表示因為 {\displaystyle \mathrm {Aut} ({\mathfrak {g}})} 是 {\displaystyle \mathrm {GL} ({\mathfrak {g}})} 的一個李子群且如上伴隨映射是李群同態。伴隨表示的維數與群 G 的維數相同。

### 李代数的伴随表示
我們可以由李群 G 的一個表示通過在恒同處取導數變為它的李代數的表示。取伴隨映射的導數
{\displaystyle \mathrm {Ad} \colon G\to \mathrm {Aut} ({\mathfrak {g}}),\,}
給出李代數 {\displaystyle {\mathfrak {g}}} 的伴隨表示：
{\displaystyle \mathrm {ad} \colon {\mathfrak {g}}\to \mathrm {Der} ({\mathfrak {g}}).\,}
這里 {\displaystyle \mathrm {Der} ({\mathfrak {g}})} 是 {\displaystyle \mathrm {Aut} ({\mathfrak {g}})} 的李代數，可以與 {\displaystyle {\mathfrak {g}}} 上的導子代數等同。李代數的伴隨表示與這個代數的結構有基本的聯繫。特別地，我們可以證明
{\displaystyle \mathrm {ad} _{x}(y)=[x,y]\,}
對所有 {\displaystyle x,y\in {\mathfrak {g}}} 成立。詳情請見李代数的伴随表示。

## 例子
- 如果 G 是一個 n 維阿貝爾群，G 的伴隨表示是n 維平凡表示。
- 如果 G 是一個矩陣李群（即 GL(n,C) 的一個閉子群），則它的李代數是一個以交換子作李括號的 n×n 矩陣代數（即 {\displaystyle {\mathfrak {gl}}_{n}(\mathbb {C} )} 的子代數）。此時，伴隨映射由 Adg(x) = gxg−1 給出。
- 如果 G 是 SL2(R)（行列式為 1 的 2×2 實矩陣），G 的李代數由跡 0 實 2×2 矩陣組成。這個表示等價於 G 在兩個變量二次型空間上通過線性替換給出的作用。

## 性质
下表總結了定義中提到的不同映射的性質
| {\displaystyle \Psi \colon G\to \mathrm {Aut} (G)\,}                                                                           | {\displaystyle \Psi _{g}\colon G\to G\,} |
| 李群同態: - {\displaystyle \Psi _{gh}=\Psi _{g}\Psi _{h}}                                                                      | 李群自同態: - {\displaystyle \Psi _{g}(ab)=\Psi _{g}(a)\Psi _{g}(b)} - {\displaystyle (\Psi _{g})^{-1}=\Psi _{g^{-1}}}                                                                                        |
| {\displaystyle \mathrm {Ad} \colon G\to \mathrm {Aut} ({\mathfrak {g}})}                                                       | {\displaystyle \mathrm {Ad} _{g}\colon {\mathfrak {g}}\to {\mathfrak {g}}} |
| 李群同態: - {\displaystyle \mathrm {Ad} _{gh}=\mathrm {Ad} _{g}\mathrm {Ad} _{h}}                                              | 李代數自同態: - {\displaystyle \mathrm {Ad} _{g}} 線性 - {\displaystyle (\mathrm {Ad} _{g})^{-1}=\mathrm {Ad} _{g^{-1}}} - {\displaystyle \mathrm {Ad} _{g}[x,y]=[\mathrm {Ad} _{g}(x),\mathrm {Ad} _{g}(y)]} |
| {\displaystyle \mathrm {ad} \colon {\mathfrak {g}}\to \mathrm {Der} ({\mathfrak {g}})}                                         | {\displaystyle \mathrm {ad} _{x}\colon {\mathfrak {g}}\to {\mathfrak {g}}} |
| 李代數同態: - {\displaystyle \mathrm {ad} } 线性 - {\displaystyle \mathrm {ad} _{[x,y]}=[\mathrm {ad} _{x},\mathrm {ad} _{y}]} | 李代數導子: - {\displaystyle \mathrm {ad} _{x}} 線性 - {\displaystyle \mathrm {ad} _{x}[y,z]=[\mathrm {ad} _{x}(y),z]+[y,\mathrm {ad} _{x}(z)]}                                                               |

G 在伴隨映射下的像記為 AdG。如果 G 連通，則伴隨表示的核與 Ψ 的核相同，就是 G 的中心。從而，如果 G 中心平凡，則連通李群 G 的伴隨表示是忠實的。進一步，如果 G 不連通，伴隨映射的核是 G 的單位分支 G0 的中心化子。由第一同構定理我們有
{\displaystyle \mathrm {Ad} _{G}\cong G/C_{G}(G_{0}).\,}

## 半单李群的根
如果 G 半單，伴随表示的非零权组成一个根系。为了说明这是怎么回事，考虑特例 G=SLn(R)。
我们可取对角矩阵 diag(t1,...,tn) 的群是 G 的极大环面 T。用 T 中元素的共轭作用为
{\displaystyle {\begin{bmatrix}a_{11}&a_{12}&\cdots &a_{1n}\\a_{21}&a_{22}&\cdots &a_{2n}\\\vdots &\vdots &\ddots &\vdots \\a_{n1}&a_{n2}&\cdots &a_{nn}\\\end{bmatrix}}\mapsto {\begin{bmatrix}a_{11}&t_{1}t_{2}^{-1}a_{12}&\cdots &t_{1}t_{n}^{-1}a_{1n}\\t_{2}t_{1}^{-1}a_{21}&a_{22}&\cdots &t_{2}t_{n}^{-1}a_{2n}\\\vdots &\vdots &\ddots &\vdots \\t_{n}t_{1}^{-1}a_{n1}&t_{n}t_{2}^{-1}a_{n2}&\cdots &a_{nn}\\\end{bmatrix}}.}
从而 T 在 G 的李代数的对角部分上的作用平凡，在非对角元素上有本征向量 titj-1。G 的根是权 
diag(t1,...,tn)→titj-1。这是 G=SLn(R) 的根系作为ei−ej 形式的向量集合的标准描述之说明。

## 变体与类比
伴随表示也能对任何域上的代数群定义。
餘伴随表示（co-adjoint representation）是伴随表示的逆步表示。亚历山大·卡里洛夫（Alexandre Kirillov）观察到任何向量在餘伴随表示中的轨道是一个辛流形。按照表示论中称之为轨道方法的哲学（另见卡里洛夫特征标公式（Kirillov character formula）），一个李群 G 的不可约表示应该以某种方式用其余伴随表示标记。这种关系在幂零李群时最密切。